# Pitt Meadows
Pour les articles homonymes, voir Pitt.
Pitt Meadows est une cité (city) du Grand Vancouver, dans le sud-ouest de la province de la Colombie-Britannique, au Canada. Incorporé en 1914, il a une superficie de 86,34 kilomètres carrés (33,34 milles carrés) et une population de 19 146 habitants en 2021. La municipalité tire son nom de la rivière Pitt et de lac Pitt. Pitt Meadows est l'une des 21 municipalités plus la zone électorale A qui forment le district régional du Grand Vancouver.
Les peuples autochtones ont résidé à Pitt Meadows depuis environ 1000 ans. James McMillan a exploré la région en 1874. La municipalité de Maple Ridge, qui comprenait la région de Pitt Meadows, a été incorporée en 1874. En 1892, les résidents de la région de Pitt Meadows ont demandé leur retrait du district de Maple Ridge. En 1893, le premier district d'endiguement a été organisé ; cependant, l'inondation du fleuve Fraser de 1894 a inondé beaucoup de terres à Pitt Meadows.
En 1914, Pitt Meadows était une petite communauté agricole de moins de 250 personnes qui fournissait Vancouver et New Westminster en produits agricoles et laitiers. En 2007, le district de Pitt Meadows a été incorporé sous le nom de ville de Pitt Meadows. En 2014, le centenaire de Pitt Meadows a eu lieu.
| 2001   | 2006   | 2011   | 2016   |
| ------ | ------ | ------ | ------ |
| 14 670 | 15 623 | 17 736 | 18 573 |

## Histoire
Historiquement habitée par les Salish de la côte, la région est colonisée dans les années 1870 par les Européens. Pitt Meadows n'est au début qu'un quartier de Maple Ridge dont elle est séparée en 1914

## Économie
Pitt Meadows est une zone plutôt rurale dont l'économie est dominée par l'agriculture.